# 坂西良太
坂西 良太（さかにし りょうた、本名；西澤 正、1953年11月27日 - ）は、埼玉県出身の俳優。血液型はA型、身長178cm。早稲田大学中退。特技は料理。

## 出演

### テレビドラマ

#### NHK
- NHK大河ドラマ
  - おんな太閤記（1981年） - 毛受勝介 役
  - 峠の群像（1982年） - 矢田助武 役
  - 徳川家康（1983年） - 大久保忠隣 役
  - 春の波涛（1985年） - 河野広武 役
  - 独眼竜政宗（1987年） - 伊達定宗 役
  - 翔ぶが如く（1990年） - 永岡久茂 役
  - 花の乱（1994年） - 八木重直 役
  - 徳川慶喜（1998年） - 松平宗秀 役
  - 義経（2005年） - 河辺太郎 役
  - 龍馬伝（2010年） - 荒次郎 役
  - おんな城主 直虎（2017年） - 佐久間信盛 役
- 真田太平記（1985 - 1986年） - 板倉新之助 役
- 少年（1986年10月25日）
- 銀河テレビ小説
  - 総務部総務課山口六平太（1988年） - 永野 役
- 大石内蔵助 冬の決戦（1991年） - 片岡高房 役
- 清左衛門残日録（1993年） - 相庭与七郎 役
- 慶次郎縁側日記（2006年） - 山口伊豆守 役
- 陽炎の辻〜居眠り磐音 江戸双紙〜（2007年） - 津金陣之助 役
- 白洲次郎（2009年） - 武藤章 役
- 陽だまりの樹（2012年） - 井上清直 役
- 大岡越前 (2013年のテレビドラマ)2（2014年） - 喜久次 役
- 破裂（2015年） - 高嶋智明 役
- 子連れ信兵衛2（2016年） - 阿修羅の駒太郎 役
- 風の市兵衛 SP（2020年） - 南部屋七三郎 役
- 今ここにある危機とぼくの好感度について（2021年） - 山東理事 役

#### 日本テレビ
- 誇りの報酬 第43話「母に捧げる犯罪」 (1986年) - 端山
- 火曜サスペンス劇場
  - 「松本清張スペシャル・家紋」（1990年）
  - 「九門法律相談所6」（1996年） - 杉田浩太郎 役
  - 「弁護士・朝日岳之助 9」（1997年） - 検事
  - 「身辺警護3」（1999年） - 及川刑事 役
  - 「弁護士・朝日岳之助14」（1999年） - 八王子北署刑事
  - 「弁護士・朝日岳之助16」（2001年） - 畑野監察官 役
  - 「弁護士・朝日岳之助23」（2005年） - 久保田刑事 役

#### TBS
- コンビにまりあ（2001年） - 大沢
- こどもの事情（2007年） - 尾形道久 役
- 水戸黄門
  - 第36部 第2話「母子逢わせた達磨さま -高崎-」（2006年）- 大原
  - 第37部 第13話「藩を守った女剣士 -八戸-」（2007年）- 本田九蔵
  - 第38部 第4話「人形一座に春が来た -淡路-」（2008年）- 原田源之助
  - 第42部
    - 第11話「大晦日、都で悪の大掃除 -京-」（2010年）- 海津軍太夫
    - 第16話「一触即発、御家騒動! -高松-」（2011年）- 梅津軍太夫

  - 『水戸黄門 最終回スペシャル』（2011年）- 川霧の権七郎
- 東京スカーレット〜警視庁NS係（2014年） - 崎田逸郎 役
- 月曜ミステリー劇場
  - 「税務調査官・窓際太郎の事件簿7」（2001年） - 後藤刑事 役

#### フジテレビ
- 死人狩り 最終話（1979年）
- 獄門島（1990年） - 潮つくり・竹蔵 役
- 愛という名のもとに（1992年） - 木村勉 役
- 警部補 古畑任三郎　1st season　第4話「殺しのファクス」（1994年、フジテレビ） - 刑事
- 眠れる森（1998年） - 国府和彦
- 銭形平次 第5シリーズ 第10話「過去からの告発」（1995年）
- 御家人斬九郎 第3シリーズ 第10話「待ちぼうけの女」（1998年） - 朝日楼の男衆
- 氷の世界（1999年） - 神原滋 役

#### テレビ朝日
- 必殺仕事人V・旋風編  第8話「主水、コールガールの仇をうつ」（1987年） - 多吉 役
- 女ふたり捜査官 第18話「亭主の職業は泥棒だった」（1987年）
- 七人の女弁護士 第1シリーズ 第3話「古都金沢・加賀友禅殺人事件 罠に落ちた人妻」（1991年）
- 外科病棟女医の事件ファイル（1991年） - 山崎聡 役
- 愛しの刑事（1992年） - 豪島巌 役
- はぐれ刑事純情派
  - （1993年） - 山田伸一 役
  - 第12シリーズ（1999年） - 田代昭一 役
- はみだし刑事情熱系
  - Season5（2000年） - 清島英二 役
  - Season6（2001年） - 赤城浩一 役
  - Season7（2003年） - 富田警部 役
- 八州廻り桑山十兵衛〜捕物控ぶらり旅（2007年） - 権蔵 役
- 相棒
  - Season6（2008年） - 田所周一 役
  - Season9（2010年） - 山根幸博 役
  - Season15（2016年） - 磯田一輝 役
- その男、副署長（2009年） - 落合信二 役
- 悪党〜重犯罪捜査班（2011年） - 山田慎吾 役
- 科捜研の女（2020年） - 藤澤智明 役
- 遺留捜査 Season7（2022年） - 富池徳男 役
- 土曜ワイド劇場
  - 名探偵・金田一耕助 第2作「名探偵金田一耕助・仮面舞踏会・嵐の夜妖しい女が殺人を呼ぶ!」（1986年10月4日） - 田代伸吉 役
  - 迷探偵記者羽鳥雄太郎と駆け出し女刑事シリーズ 第4作「山陰の秘湯湯村温泉に殺意が走る！」（1987年10月3日）
  - スナーク狩り（1992年11月21日） - 黒沢刑事 役
  - 弁天祐美子法律事務所 第1作「塀の中から来た主婦弁護士 記憶を消された殺人被疑者!? 重さ×距離＝死体移動トリック 卵料理と墜落死の接点」（2007年4月28日） - 佐竹刑事 役
  - 東京駅お忘れ物預り所 第7作「南紀白浜〜特急くろしお号12分間の殺意!!」（2014年4月12日） - 三田正樹 役
  - 監察官・羽生宗一 第1作「殺意の銃弾!! 交番巡査発砲事件に疑惑あり!?」（2014年5月10日） - 塩谷刑事 役

#### テレビ東京
- 事件・市民の判決（1996年）
- 主水之助七番勝負〜徳川風雲録外伝〜（2008年） - 樋口末三郎 役
- 警視庁ゼロ係〜生活安全課なんでも相談室〜（2017年） - 松尾智 役
- この女に賭けろ（2019年） - 車田郁夫 役
- 水曜ミステリー9
  - 「刑事吉永誠一 涙の事件簿3」（2005年） - 桜木肇 役
- 月曜プレミア8
  - 「越境捜査」（2020年） - 松木喜一郎 役

#### WOWOW
- 不発弾 (小説)（2018年） - 村田俊郎 役

### ラジオドラマ
- 青春アドベンチャー（NHK-FM）
  - 『ディス・イズ・ザ・デイ』（2019年7月1日 - 5日）
    - 篠村兄弟の恩寵（2019年7月1日）
    - 権現様の弟、旅に出る（2019年7月4日）[1]